# Joseph Toussaint Reinaud
Joseph Toussaint Reinaud (Lambesc, 4 dicembre 1795 – Parigi, 14 maggio 1867) è stato uno storico e orientalista francese.

## Biografia
Joseph Toussaint Reinaud giunse a Parigi dalla sua città natale sulle Bouches-du-Rhône nel 1815 e divenne discepolo di  Silvestre de Sacy. Nel 1818 partì alla volta di Roma, come attaché ministeriale. Lì studiò presso i Maroniti della Propaganda Fide e s'interessò di numismatica islamica.
Nel 1824 entrò al Département des manuscripts orientaux della Bibliothèque royale a Parigi e nel 1838, dopo la morte di De Sacy, gli succedette nella cattedra di Lingue orientali viventi presso l'attuale Institut National des Langues et Civilisations Orientales, allora denominato École spéciale des Langues orientales.

Tra i suoi allievi vanta Michele Amari, che, esule per motivi politici, cominciò a studiare con lui l'arabo, fondamentale per la redazione più tardi del suo insuperato capolavoro, la Storia dei musulmani di Sicilia.
Nel 1847 divenne presidente della Société Asiatique e nel 1858 conservatore del Département des manuscripts orientaux di quella che era all'epoca diventata la Bibliothèque impériale.

## Opere scelte
- Description des monuments musulmans du cabinet de M. le duc de Blacas, Paris, 1828
- Invasions des Sarrazins en France et de France en Savoie, en Piémont, Paris, 1836 (texte en ligne); rist. Paris, 1964.
- Relation des voyages faits par les Arabes et les Persans dans l'Inde et à la Chine dans le IXe siècle de l'ère chrétienne, éd. par Louis-Mathieu Langlès, 1811; nouv. éd. Joseph Toussaint Reinaud, Paris, 1845 (texte en ligne); rist. Francfort-sur-le-Main, 1994.
- Relations politiques et commerciales de l'empire romain avec l'Asie orientale (l'Hyrcanie, l'Inde, la Bactriane et la Chine) pendant les cinq premiers siècles de l'ère chrétienne, d'après les témoignages latins, grecs, arabes, persans, indiens et chinois, Paris, 1863 (Journal asiatique, 3) (testo online[collegamento interrotto], via BnF); rist. Osnabrück, 1966.